# Fränkisch-Crumbach
Fränkisch-Crumbach (odenwälderisch Crumboch) ist eine Gemeinde im südhessischen Odenwaldkreis.

## Geographische Lage
Fränkisch-Crumbach liegt im Vorderen Odenwald beiderseits des Crumbachs, eines linken und westlichen Zuflusses der Gersprenz, die bei Stockstadt in den Main fließt. Die Gemeinde liegt im hessischen Teil Frankens. Die mit über 16 Quadratkilometern recht große Gemarkung, davon 524 Hektar bewaldet, reicht vom Gersprenzufer im Osten bis zum Rimdidim (499 m) im Westen und schließt dabei die Ruine von Burg Rodenstein und eine Reihe von Weilern und Wohnplätzen ein, wie Bierbach, Eberbach, Erlau, Güttersbach, Höllerheck, Holzwiese, Meierei, Michelbach, Rodenstein und Schleiersbach.

### Gemeindegliederung
Fränkisch-Crumbach umfasst nur die gleichnamige Gemarkung (Gmk.-Nr. 63125) und ist die einzige Gemeinde im Odenwaldkreis ohne eingegliederte Ortsteile. Sie ist im Rahmen der Gebietsreform in Hessen nicht verändert worden.

### Nachbargemeinden
Fränkisch-Crumbach grenzt im Norden an die Gemeinde Brensbach, im Osten und Süden an die Gemeinde Reichelsheim (beide im Odenwaldkreis) sowie im Westen an die Stadt Lindenfels (Landkreis Bergstraße) und die Gemeinde Fischbachtal (Landkreis Darmstadt-Dieburg).

## Geschichte

### Mittelalter
Die Burg Rodenstein mit Fränkisch-Crumbach bildeten den Mittelpunkt der Herrschaft Crumbach-Rodenstein. Sie war Eigengut der edelfreien Familie von Crumbach, die sich zum ersten Mal in der Mitte des 12. Jahrhunderts nachweisen lässt, die älteste erhalten gebliebene urkundliche Erwähnung als Crumbach datiert aus dem Jahr 1148. Weitere historisch belegte Namensformen sind (in Klammern das Jahr der Erwähnung) Crumpach (1219, 1372, 1433), Krumppach (1434) und Crumbach  (1653).
Im 13. Jahrhundert spalteten sich von der Familie Crumbach die Herren von Rodenstein ab. Der erste sicher bezeugte Rodensteiner ist der erzbischöflicher Kämmerer und Domherr Heinrich (* 1293; † 1317) von Mainz. Die Linie nannte sich nach der Burg Rodenstein, die zwar erst 1346 urkundlich erwähnt wird, aber vermutlich bereits in der Mitte des 13. Jahrhunderts gebaut wurde. An der Burg war von Anfang an die Grafschaft Katzenelnbogen beteiligt gewesen. Zum Ort gehörte eine eigene Zent mit allodialem Zentgericht und Hochgerichtsbarkeit für Crumbach mit Bierbach, Erlau, Güttersbach und Michelbach. 1327 wurde die Pfarrei Crumbach erstmals belegt, die dem heiligen Laurentius geweihte Kirche stammt aus dem 13. Jahrhundert und diente von Anfang an als Grablege der Herren von Crumbach und von Rodenstein, Bestattungen lassen sich ab 1470 nachweisen. Hans III. zu Rodenstein ließ 1485 durch Konrad von Mosbach einen neuen gotischen Chor errichten.

### Frühe Neuzeit und Dreißigjähriger Krieg
Die oberhessische Lißberger Linie der Rodensteiner starb 1470 mit dem Tode Engelhards von Rodenstein-Lißberg aus. Damit fielen die Besitzungen an Hans III. von Rodenstein, der im Jahre 1471 im Alter von 53 Jahren seine vierzehn Jahre alte Verwandte Anna von Rodenstein-Lißberg geheiratet hatte. Der soziale Abstieg der Familie folgte nach seinem Tod im Jahre 1500. Die Burg befand sich bereits seit 1422 vollständig im Eigentum der Grafen von Katzenelnbogen, schon Jahrzehnte davor mussten immer mehr Anteile verpfändet und verkauft werden. Im Jahr 1436 belehnte Graf Johann IV. von Katzenelnbogen schließlich Hans II. von Rodenstein-Lißberg mit der früher im Rodensteiner Besitz befindlichen Hälfte der Burg. Eheschließungen gab es seit dem 14. Jahrhundert nur in der untersten Schicht des nichtfürstlichen Hochadels, der sich durch die Schenken von Erbach, die Herren von Frankenstein und die Herren von Lißberg darstellt. Allerdings dominierten Verbindungen mit ritteradeligen Familien. Nach dem Tod von Hans III. von Rodenstein fielen 1555 Besitzungen der alten Herrschaft Rodenstein an seine Söhne Georg III. und Hans V.
Nach 1570 führten Hans V. und sein Neffe Philipp III. in der Herrschaft Rodenstein die Reformation ein und beriefen 1579 mit Johannes Busch den ersten lutherischen Pfarrer nach Crumbach. Philipp III. und seine Frau Margarete von Habern bauten unmittelbar neben der Kirche von Crumbach einen herrschaftlichen Hof, der 1574 vollendet wurde, sein Onkel Hans V. hielt sich vorwiegend auf der Burg Rodenstein auf.
Im Dreißigjährigen Krieg starben rund 90 % der Bevölkerung von Crumbach, Burg Rodenstein verfiel nach 1635. Die Rodensteiner bewohnten die Burg bis 1635, als Adam von Rodenstein und seine Familie während des Dreißigjährigen Krieges an der Pest starben. Die Burg wurde danach nicht weiter bewohnt, verfiel und wurde zum Steinbruch und Depot für Privatbauten. Nach Adams Tod ging eine Hälfte seines Besitzes an seine Schwester und wurde an Landgraf Georg II. von Hessen-Darmstadt verkauft. Ein Viertel gehörte Georg Friedrich von Rodenstein und ein Viertel des Ortes Generalleutnant Carl von Rabenhaupt. Rabenhaupt hatte im Zuge der Anwerbung neuer Bürger vorwiegend calvinistische Zuwanderer nach Crumbach gebracht, sie sollten das Recht haben, die Kirche für ihren Gottesdienst zu nutzen. Das missfiel Landgraf Georg II. und Georg Friedrich von Rodenstein, deren Untertanen lutherischen Glaubens waren. Um einen ungehinderten Zugang zu gewährleisten, ließ von Rabenhaupt im Jahre 1650 Palisaden um den Eingang der Kirche und zum Schutz des Gefängnisses errichten. Die Bevölkerungszahl hatten sich in den drei Jahrzehnten nach Kriegsende soweit konsolidiert, dass am 8. Januar 1684 die Gemeine Ordnung des Jahres 1594 aufs neue wieder aufgericht und bestätigt wurde. Diese 44-seitige Dorfordnung zur Normierung der Allmende-, Wald-, Weide- und Zinsrechte, bezog sich nur auf Crumbach, nicht auf Bierbach, Eberbach, Erlau, Güttersbach und Michelbach. Diese Weiler hatten ihre eigenen Regelungen. Zur Markgenossenschaft Rodensteiner Mark zählten gemäß dem Weistum des Jahres 1457 elf Dörfer, neben Fränkisch-Crumbach, u. a. auch Bierbach, Eberbach, Güttersbach und Michelbach. Obermärker waren die Herren von Rodenstein. In Folge finanzieller Schwierigkeiten wurden große Teile der Gemarkung von Fränkisch-Crumbach samt Jagdrecht in der Rodensteiner Mark von der Landgrafschaft Hessen-Darmstadt übernommen.

### Bis zum Ende der Herrschaft Gemmingen
Weiprecht Freiherr von Gemmingen-Hornberg war Direktor der Fränkischen Reichsritterschaft, Ritterhauptmann des Kantons Odenwald und Hofrichter in Heidelberg. Er wurde 1678 von der Landgräfin-Witwe Elisabeth Dorothea von Hessen-Darmstadt zur Leitung der Rentkammer in Darmstadt berufen und wählte 1693 Crumbach zum Sitz seiner Familie, einen Teil des Ortes hatte er aus der Rodensteiner Erbschaft durch die Eheschließung 1693 Maria Dorothea, Witwe von Carl von Rabenhaupt, übernommen. Er unterstützte weiterhin die Ansiedlung von calvinistischen Waldenser und jüdischer Bürger. Johann Rudolf Victor von Pretlack stieg im Dienst des Darmstädter Landgrafen Ernst Ludwig zu höchsten militärischen Ämtern auf und konnte das hessen-darmstädter Lehen den ehemals rodensteinischen Besitz erwerben. Nach dem Tod seiner ersten Frau heiratete er am 24. April 1715 in Frankfurt am Main Christiane Margarethe von Bernstorff, deren Mutter Agnes Maria von Haxthausen, geboren von Kamptz, war eine Erbin der letzten Rodensteiner. Christiane Margarethes Großmutter Anna Maria Bibiana von Rodenstein war damit letzte Namensträgerin dieser Familie. 1719 entstand nach Zukauf benachbarter Hofreiten und Gärten in etwa sechs Jahren Bauzeit das Pretlacksche Schloss mit großem Park. Ab 1740 durften in Crumbach fünf Märkten abgehalten werden. Das Pretlacksche Schloss ging 1858 durch Kauf an die Gemeinde über, die es als Schulhaus und Bürgermeisterei einrichtete. Es dient auch heute noch der Gemeindeverwaltung als Rathaus.

### Im Großherzogtum Hessen-Darmstadt
Für den Beitritt zum napoleonischen Rheinbund 1806 erhielt die Landgrafschaft Hessen-Darmstadt, die dadurch auch zum Großherzogtum Hessen aufstieg, auch die reichsunmittelbare Herrschaft Gemmingen und Fränkisch-Crumbach. Das Großherzogtum schloss 1821 oder zuvor einen Vertrag mit den Herren von Gemmingen, die dem Staat das Patrimonialgericht überließen. So konnte das Großherzogtum bei der Verwaltungsreform 1821 Fränkisch-Crumbach in den Landratsbezirk Reinheim und den Gerichtsbezirk des Landgerichts Lichtenberg eingliedern. Zweite Instanz war das Hofgericht Darmstadt. Es folgten:
- ab 1848: Landgericht Reinheim (Verlegung nach Reinheim), zweite Instanz: Hofgericht Darmstadt
- ab 1879: Amtsgericht Reinheim, zweite Instanz: Landgericht Darmstadt
- ab 1968: Amtsgericht Darmstadt mit der Auflösung des Amtsgerichts Reinheim, zweite Instanz: Landgericht Darmstadt

Seit 1822 ist die Form Fränkisch-Crumbach in Gebrauch. Der Namenszusatz leitet sich von der Zugehörigkeit der Herrschaft von Gemmingen zur Fränkischen Reichsritterschaft ab und diente im Großherzogtum zur Differenzierung zu Crumbach im Mümlingtal, das vor 1806 zur Herrschaft Breuberg gehörte.
Fränkisch-Crumbach gehörte zum Gebiet des Gemeinen Rechts, das hier ohne die Überlagerung von Partikularrecht galt. Dieses behielt seine Geltung auch während der Zugehörigkeit zum Großherzogtum Hessen im 19. Jahrhundert, bis es zum 1. Januar 1900 von dem einheitlich im ganzen Deutschen Reich geltenden Bürgerlichen Gesetzbuch abgelöst wurde.

### 20. Jahrhundert
Bis zur Gebietsreform in Hessen gehörte die Gemeinde dem Landkreis Dieburg an. Am 1. August 1972 wurde Fränkisch-Crumbach zusammen mit Brensbach in den Odenwaldkreis eingegliedert.
Bis zum Jahr 2014 war der Ort ein anerkannter Erholungsort.

### Judentum in Fränkisch Crumbach
Jüdische Familien sind im 18. Jahrhundert nur vereinzelt nachzuweisen. Dies änderte sich im 19. Jahrhundert. Die Gemeinde wuchs von 39 Familien 1807 auf 108 im Jahr 1880. Bekannt war der Zigarrenfabrikant Moritz Oppenheimer.
Als Grablege diente zunächst der jüdische Friedhof in Michelstadt, seit 1850 der neue Friedhof in Reichelsheim. 1874 weihte die jüdische Gemeinde eine Synagoge mit Mikwe in der Erbacher Straße ein.
Antisemitische Unruhen gab es 1848. In nationalsozialistischer Zeit wurden die Juden des Ortes vollständig verschleppt und vertrieben. In Yad Vashem sind 19 ermordete Juden aus Fränkisch Crumbach dokumentiert. Auf einem der ehemaligen Synagoge gegenüberliegenden Grundstück erinnert seit 1991 ein Findling mit einer Inschrift an die einstige jüdische Gemeinde.

## Politik

### Gemeindevertretung
Die Kommunalwahl am 14. März 2021 lieferte folgendes Ergebnis, in Vergleich gesetzt zu früheren Kommunalwahlen:
| Sitzverteilung in der Gemeindevertretung 2021Insgesamt 15 Sitze - SPD: 6 - Grüne: 2 - FDP: 2 - CDU: 5 | Parteien und Wählergemeinschaften | Parteien und Wählergemeinschaften           | % 2021 | Sitze 2021 | % 2016 | Sitze 2016 | % 2011 | Sitze 2011 | % 2006 | Sitze 2006 | % 2001 | Sitze 2001 |
| Sitzverteilung in der Gemeindevertretung 2021Insgesamt 15 Sitze - SPD: 6 - Grüne: 2 - FDP: 2 - CDU: 5 | SPD                               | Sozialdemokratische Partei Deutschlands     | 41,7   | 6          | 48,5   | 11         | 48,8   | 11         | 54,9   | 13         | 50,1   | 12         |
| Sitzverteilung in der Gemeindevertretung 2021Insgesamt 15 Sitze - SPD: 6 - Grüne: 2 - FDP: 2 - CDU: 5 | CDU                               | Christlich Demokratische Union Deutschlands | 35,6   | 5          | 42,9   | 10         | 42,7   | 10         | 38,6   | 9          | 34,9   | 8          |
| Sitzverteilung in der Gemeindevertretung 2021Insgesamt 15 Sitze - SPD: 6 - Grüne: 2 - FDP: 2 - CDU: 5 | FDP                               | Freie Demokratische Partei                  | 10,4   | 2          | 8,6    | 2          | 8,5    | 2          | —      | —          | 2,6    | —          |
| Sitzverteilung in der Gemeindevertretung 2021Insgesamt 15 Sitze - SPD: 6 - Grüne: 2 - FDP: 2 - CDU: 5 | GRÜNE                             | Bündnis 90/Die Grünen                       | 12,3   | 2          | —      | —          | —      | —          | 6,5    | 1          | 7,7    | 2          |
| Sitzverteilung in der Gemeindevertretung 2021Insgesamt 15 Sitze - SPD: 6 - Grüne: 2 - FDP: 2 - CDU: 5 | ULF                               | Unabhängige Liste Fränkisch-Crumbach        | —      | —          | —      | —          | —      | —          | —      | —          | 4,8    | 1          |
| Sitzverteilung in der Gemeindevertretung 2021Insgesamt 15 Sitze - SPD: 6 - Grüne: 2 - FDP: 2 - CDU: 5 | Gesamt                            | Gesamt                                      | 100,0  | 15         | 100,0  | 23         | 100,0  | 23         | 100,0  | 23         | 100,0  | 23         |
| Sitzverteilung in der Gemeindevertretung 2021Insgesamt 15 Sitze - SPD: 6 - Grüne: 2 - FDP: 2 - CDU: 5 | Wahlbeteiligung in %              | Wahlbeteiligung in %                        | 63,1   | 63,1       | 60,3   | 60,3       | 76,2   | 76,2       | 64,3   | 64,3       | 73,6   | 73,6       |

### Bürgermeister
Nach der hessischen Kommunalverfassung wird der Bürgermeister für eine sechsjährige Amtszeit gewählt, seit dem Jahr 1993 in einer Direktwahl, und ist Vorsitzender des Gemeindevorstands, dem in der Gemeinde Fränkisch-Crumbach neben dem Bürgermeister ehrenamtlich ein Erster Beigeordneter und sechs weitere Beigeordnete angehören. Bürgermeister ist seit dem 1. Juli 2023 Matthias Horlacher (SPD). Er setzte sich am 12. März 2023 gegen Amtsinhaber Eric Engels (CDU), der sich um eine dritte Amtszeit beworben hatte, bei einer Wahlbeteiligung von 67,70 Prozent mit 51,39 Prozent der Stimmen durch.
Amtszeiten der Bürgermeister
- 2023–2029 Matthias Horlacher (SPD)

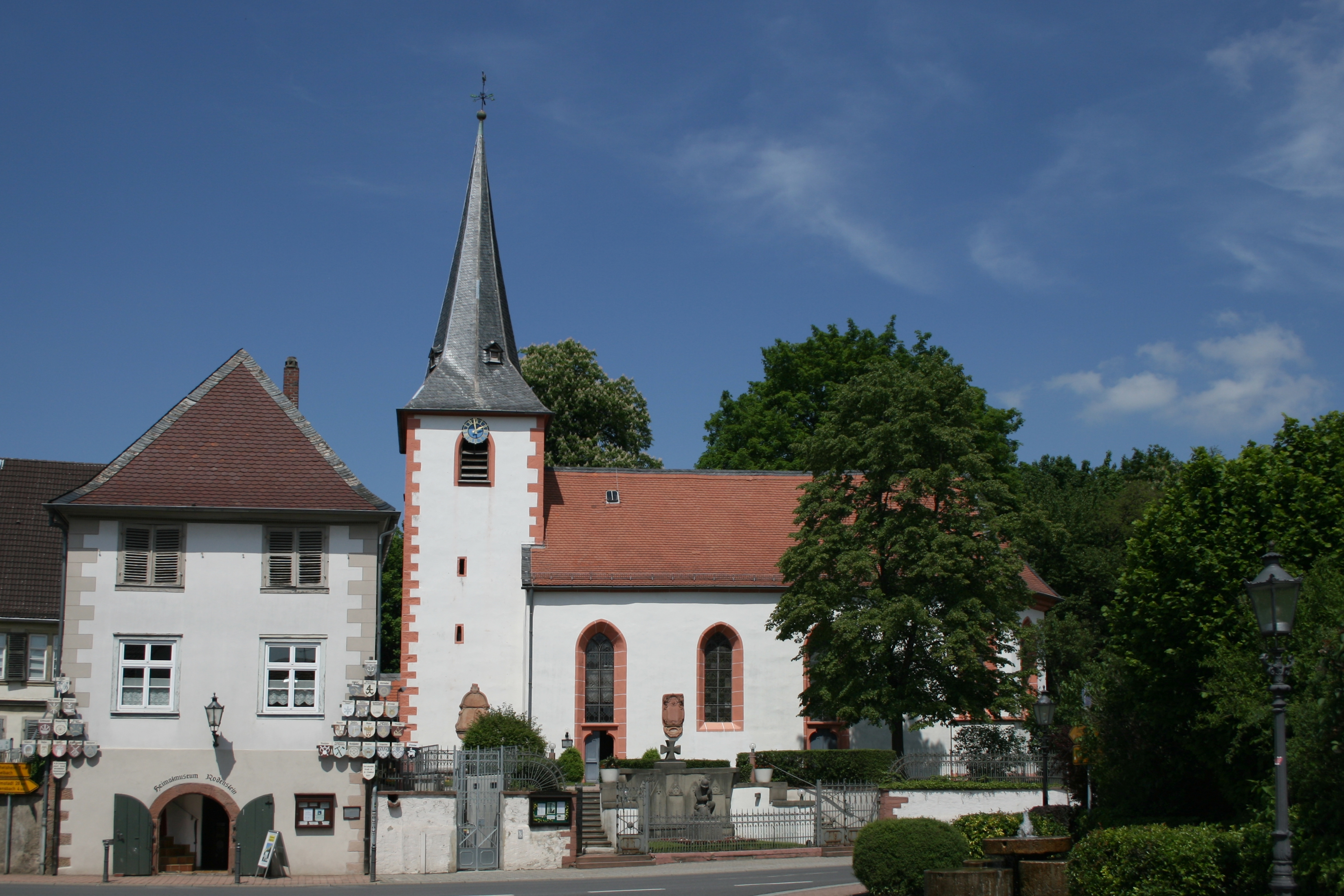
Evangelische Kirche St. Laurentius und Heimatmuseum

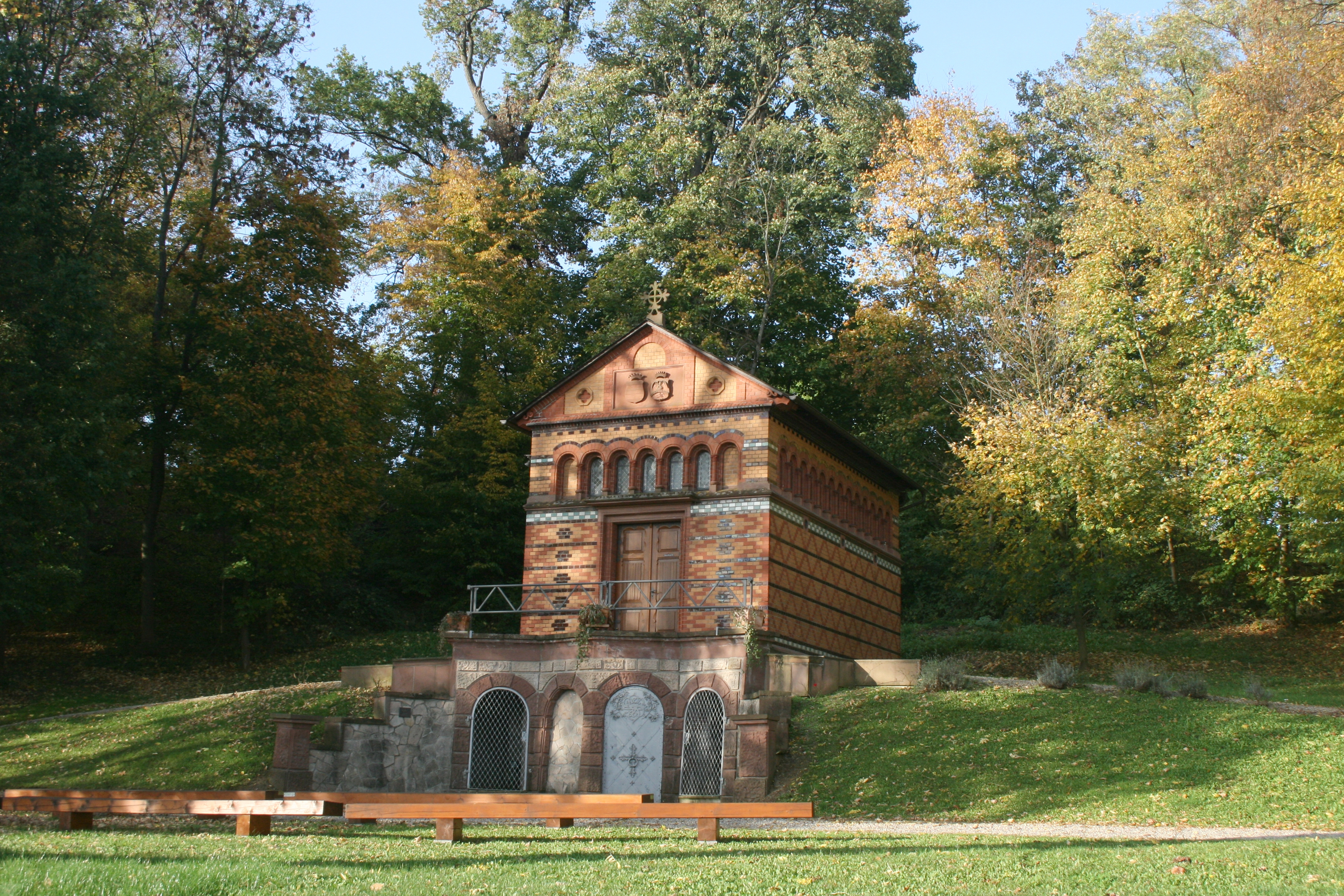
Sarolta-Kapelle

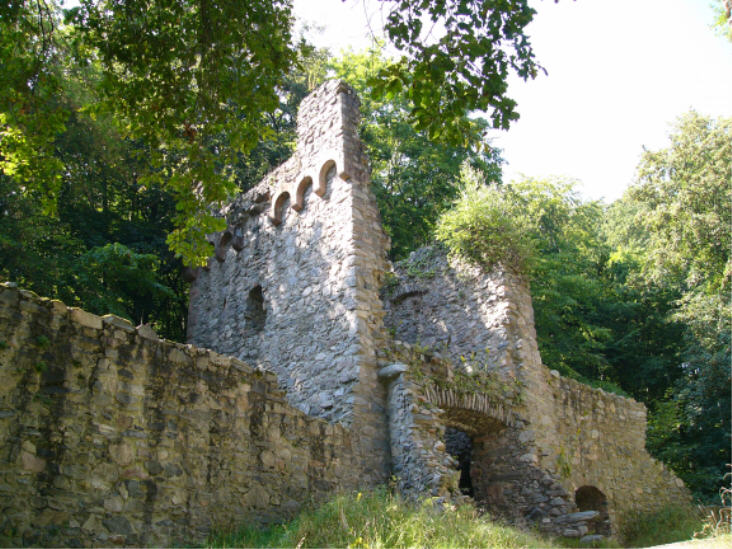
Burg Rodenstein

- 2011–2023 Eric Engels (CDU)[30]
- 1999–2011 Gerhard Maser (SPD)
- 1969–1999 Philipp Loos (SPD)

### Wappen
| | Blasonierung: „In Blau ein goldener Schrägwellenbalken, beseitet von je einem sechsstrahligen goldenen Stern.“ |
| Wappenbegründung: Das durch den heraldischen Schrägbach redende Wappen wird schon im Siegel des Gerichts Crombach aus dem 17. Jahrhundert gezeigt. Die Tingierung lehnt sich an die Schildfarben der Adelsfamilien von Prettlack und von Gemmingen an. Die letztere gelangte 1692 bzw. 1802 in den Besitz des Marktes und des Restes der Herrschaft Crumbach, die vom 12. Jahrhundert bis 1671 den Herren von Crumbach und ihrer jüngeren Linie von Rodenstein gehört hatten. Das Wappen wurde 1926 durch das Ministerium des Innern des Volksstaates Hessen verliehen. | |

## Kultur und Sehenswürdigkeiten

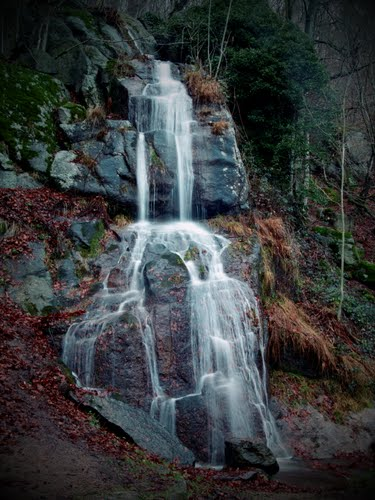
Fallender Bach

### Bauwerke
- Die Evangelische Kirche St. Laurentius wurde im 12. Jahrhundert im romanischen Stil erbaut. Sie erhielt 1485 einen Turm und einen spätgotischen Chor mit Rippengewölbe. Bemerkenswert sind die Epitaphien der Herren von Rodenstein, die zum Teil aus der Renaissance stammen.

- Die Burg Rodenstein wurde außerhalb des Ortes in einem Seitental des Gersprenz-Tals um das Jahr 1250 erbaut und verfiel nach dem Tod des letzten Rodensteiners und durch die spätere Nutzung als Steinbruch ab dem 17./18. Jhd. zur Ruine.

- Das Herrenhaus der Herren von Gemmingen-Hornberg wurde im späten 16. Jhd. von den Rodensteinern als Herrensitz im Ort erbaut und befindet sich seit dem späten 17. Jhd. im Besitz der Freiherren von Gemmingen.

- Das Rathaus wurde 1719 an der Stelle eines älteren Adelsbesitzes von Johann Rudolf Victor von Pretlack als Palais der Familie von Pretlack erbaut. Es befindet sich seit 1860 in Gemeindebesitz und wurde 1968 zum Rathaus umgebaut.

- Die Sarolta-Kapelle wurde 1892 von Adolph von Gemmingen als Mausoleum für seine Gattin Sarolta, geborene Batthyány von Németújvár, errichtet. Ihr Obergeschoss dient als katholische Kapelle. In der Gruft im Untergeschoss sind der Bauherr und seine Gattin beigesetzt, außerdem befinden sich dort Gedenktafeln für die Kinder des Paares. Eine Grablege der Freiherren von Gemmingen befindet sich außerdem auch auf dem Friedhof, neben einer älteren Gruftkapelle der Freiherren von Pretlack.

- Kurz vor Brensbach aber noch auf Crumbacher Gemarkung liegen die Ruinen der Dornmühle.

### Sport
Seit 2003 findet jährlich in Fränkisch-Crumbach ein Hammerwurf-Meeting auf internationalem Niveau statt.

### Natur und Schutzgebiete
Im Südosten der Gemarkung Fränkisch-Crumbach gehört ein Teil des Waldes zum ausgedehnten Natura2000-Gebiet „Buchenwälder des Vorderen Odenwaldes“ (FFH-Gebiet 6218-302).
Ein Naturdenkmal ist der Fallende Bach: Im Quellhorizont des Spitzen Bruches im Gemeindewald Fränkisch-Crumbach entspringt ein Bächlein, das hangabwärts über einen hohen Felsblock plätschert, den „Fallenbachfelsen“, der sich unmittelbar an dem Waldweg zwischen Burgruine Rodenstein und Freiheit steil aufragt. Der Fels ist bei winterlichem Frostwetter mit Eiskristallen überzogen.
Weitere Naturdenkmale sind der Wildweibchenstein sowie zwei bemerkenswerte Eichen bei Erlau.

## Verkehr
Durch die Bundesstraße 38 (Weinheim–Roßdorf) ist die Gemeinde an das Verkehrsnetz angeschlossen.

## Wirtschaft und Infrastruktur
Im Jahre 2019 geb es in Fränkisch-Crumbach 162 gewerbliche Unternehmen (mit einem Jahresumsatz von über 17.500 €) mit 558 Beschäftigten, darunter 24 Auszubildende. Das größte Unternehmen war 2022 der Fleischwarenhersteller Odenwälder Fleischwaren GmbH mit einem Umsatz von 18 Millionen Euro und 60 Mitarbeitern. 2020 standen 408 Einpendler 1041 Auspendlern gegenüber. Im Jahre 2020 wurden 1198 Gäste und 2235 Gästeübernachtungen in 109 Fremdenbetten erfasst.

## Persönlichkeiten
- Hermann von Stahl (* 1843 in Fränkisch-Crumbach; † 1909 in Tübingen), Mathematiker und Hochschullehrer
- Wilhelm Stahl (* 1846 in Fränkisch-Crumbach; † 1894 in Berlin), Mathematiker und Hochschullehrer